# Ctenus anisitsi
Ctenus anisitsi är en spindelart som beskrevs av Embrik Strand 1909. 
Ctenus anisitsi ingår i släktet Ctenus och familjen Ctenidae. Artens utbredningsområde är Paraguay. Inga underarter finns listade i Catalogue of Life.